# Amszterdam–Arnhem-vasútvonal
Az Amszterdam–Arnhem-vasútvonal egy 92 km hosszú, 1,5 kV egyenárammal villamosított, normál nyomtávolságú vasútvonal Hollandiában Amszterdam és Arnhem között.

## Amszterdam-Utrecht korszerűsített vonal
Ezt a szakaszt 2-ről 4 vágányosra bővítették. A lassú vonatok elsősorban a belső vágányokat használják, a gyorsvonatok a külső vágányokon közlekednek. A vonalat 200 km/h maximális sebességre korszerűsítették, és 25 kV 50 Hz-re átalakítható felsővezetékkel szerelték fel. A hagyományos holland ATB vonatbiztosítási rendszer mellett a vonatbiztosításhoz ETCS Level 2 rendszert is telepítettek. Ez utóbbi rendszer még tesztüzemben van. Az ATB-vel ellentétben az ETCS lehetővé teszi a 140 km/h feletti sebességek jelzését. Ezzel egyidejűleg megépült az Amszterdam-Bijlmerben található Utrechtboog mellékvonal, amelyet szintén nagysebességre terveztek, hogy Utrechtből közvetlen vonatok közlekedhessenek a Schiphol repülőtér állomására.